# Trove
Trove je australský online databázový agregátor. Jeho služby pokrývají full-textové dokumentu, digitální obrázky, bibliografická data a vyhledávací nástroj pro uživatele. Tato databáze obsahuje údaje z archívů, obrazový materiál, noviny, oficiální dokumenty, archivované webové stránky, rukopisy a další typ data. Hosting poskytuje Národní australská knihovna (National Library of Australia) společně s poskytovali obsahu včetně členů instituce sdružující knihovny v Austrálii - National and State Libraries Australia.